# Obrenovac
Obrenovac è un comune della Serbia componente la città di Belgrado.